# Tai Orathai
 (février 2021).
Tai Orathai (en thaï ต่าย อรทัย), née Orathai Dabkhram (en thaï อรทัย ดาบคำ) le 27 mars 1980 à Ubon Ratchathani, en Thaïlande, est une chanteuse de musique traditionnelle thaïlandaise, appelée luk thung, produite par le label discographique thaïlandais GMM Grammy.

## Carrière
Elle est l'une des vedettes du luk thung[réf. nécessaire] des années 2000, sa carrière ayant débuté en 2002. Aujourd'hui[Quand ?], elle reste pas moins l'une des stars de la musique traditionnelle thaïlandaise[Interprétation personnelle ?][réf. nécessaire].
Son premier album, Dauk Yah Nai Pah Poon (ดอกหญ้าในป่าปูน), sorti en 2002, s'est vendu à un million d'exemplaires[réf. nécessaire], tout comme son deuxième album[réf. nécessaire], Kau Jai Gun Now (ขอใจกันหนาว) et son album spécial célébrant les millions de ventes des deux albums[réf. nécessaire], sortis en 2004.

## Discographie

### Avant la GMM Grammy
- 1999 : Chun Kon Lukthung (ฉันคนลูกทุ่ง) - Il s'agit du tout premier album de Tai Orathai, avant d'entrer à la GMM Grammy. Il a entièrement été composé par son frère. L'album est devenu populaire sur les radios locales de l'isan (régions au nord-est de la Thaïlande).

### Période GMM Grammy

#### Albums studios
- 2002 : Duak Yah Nai Pah Poon (ดอกหญ้าในป่าปูน) - Premier album au sein du label Grammy Gold (แกรมมี่โกลด์) de la GMM Grammy. Il a été vendu à 1 million de copies dans tout le pays[réf. nécessaire].
- 2004 : Kau Jai Gun Now (ขอใจกันหนาว) - Album, également, vendu à plus d'un million de copies[réf. nécessaire].
- 2005 : Kon Glai Mur Glai Bahn (คนใกล้เมื่อไกลบ้าน)
- 2006 : Song Jai Mah Klai Chid (ส่งใจมาใกล้ชิด)
- 2007 : Mah Jark Din (มาจากดิน)
- 2008 : Kon Nai Kwarm Kid Haud (คนในความคิดฮอด)
- 2010 : Fan Young Klai Jai Young Now (ฝันยังไกล ใจยังหนาว)
- 2010 : Mai Raung Hai Mai Chai Mai Jeb (ไม่ร้องไห้ ไม่ใช่ไม่เจ็บ) -
- 2012 : Plai Koy Kaung Kwarm Huk (ปลายก้อยของความฮัก)
- 2014 : Jao Chai Kaung Cheewit (เจ้าชายของชีวิต)
- 2017 : Fark Proong Nee Wai Kub Ai (ฝากพรุ่งนี้ไว้กับอ้าย)
- 2018 : Sang Dai Sang Laew (ซังได้ซังแล้ว) - Dernier album sorti en CD par la GMM Grammy.

#### Albums spéciaux[Quoi ?]
- 2004 : Choot Pi Set : Yoo Nai Jai Samur (ชุดพิเศษ อยู่ในใจเสมอ) - Album avec 5 chansons originales et 7 extraites de ses deux premiers albums, célébrant leurs millions de copies vendus.
- 2007 : Choot Pi Set : Pasa Rak Jark Dauk Yah 1 (ชุดพิเศษ ภาษารักจากดอกหญ้า 1) - Album dans laquelle sont rechantées d'anciennes chansons thaïlandaises traditionnelles.
- 2009 : Choot Pi Set : Mor Lam Dauk Yah (ชุดพิเศษ หมอลำดอกหญ้า) - Album dans laquelle sont rechantées d'anciennes chansons Mor lam. Comporte 6 chansons réinterprétées et 6 chansons de ses albums précédents.
- 2020 : Mittraphap (มิตรภาพ) - Album avec 11 chansons originales sur le thème de l'aventure des paysans dans la capitale bangkokienne. En collaboration avec Phai Phongsathon qui chante 4 chansons solos et 4 chansons en duo avec Tai Orathai.

### Singles
- 2007 : Rien Thong Jai (เหรียญทองใจ) - Titre inédit pour une émission de concours de chant.
- 2010 : Kau Phorn Pho In Paeng (ขอพรพ่ออนิแปง) - Titre inédit pour une émission de concours de chant.
- 2015 : Dai Sin 5 Keun Jai Dai Ai Keu Huk (ได้ศีล 5 คืนใจ ได้อ้ายคือฮัก) - Titre inédit pour le projet de Moo Bahn Sin 5.
- 2016 : Bok Rak...Tae Bor Roo Seuk Wa Rak (บอกรัก...แต่บ่รู้สึกว่ารัก) - album Fark Proong Nee Wai Kub Ai.
- 2016 : Lao Soo Larng Fung (เล่าสู้หลานฟัง) - Single exclusif pour commémorer la mort du roi Rama IX.
- 2017 : Phorn Luang Poo Moon (พรหลวงปู่หมุน)
- 2017 : Jod Mai Ja Bap Soot Tai (จดหมายจบับสุดท้าย) - Reprise d'un ancien titre de luk-thung.
- 2018 : Toong Narng Koy (ทุ่งนางคอย) - Reprise d'un ancien titre de luk-thung.
- 2019 : Nilandon (version solo) (นิลันดอน (เวอร์ชั่นร้องเดี่ยว))
- 2019 : Kod Haeng Cham (กฎแห่งช้ำ)
- 2019 : Kur Tur Chai Mai (version Collab / Luk Thung) (คือเธอใช่ไหม) - Single du projet 100x100, album spécial sorti sur Joox, collaboration d'artistes pop thaïlandais et de luk thung. La version Collab est interprétée avec Getsunova. La version Luk thung est sorti un an après sur les autres plateformes de musique, mais était déjà disponible en Thaïlande dès 2019.
- 2019 : Dauk Yah Klang Mueang Yai (ดอกหญ้ากลางเมื่องใหญ่) - Single inédit pour le premier grand concert de Tai Orathai du même nom.
- 2019 : San Yan Antarai (สัญญาณอันตราย)
- 2019 : Kon Mee Koo Tee Yoo Kon Diew (คนมีคู่ที่อยู่คนเดียว)
- 2019 : Si Ma Huk Young Torn Nee (สิมาฮักหยังตอนนี้) - Single ayant atteint les 100 millions de vues sur YouTube début 2020[réf. nécessaire].
- 2020 : Nuay Tee Ja Yorm (เหนื่อยที่จะยอม)